# Nikólaos Michaloliákos
Nikólaos Michaloliákos (IPA: [niˈkolaos mixaloˈʎakos]) (in greco Νικόλαος Μιχαλολιάκος?; Atene, 16 dicembre 1957) è un politico greco, leader di Alba Dorata, il partito politico di estrema destra riconosciuto come organizzazione a delinquere dalla Corte di Appello di Atene il 7 ottobre 2020.
Nell'ottobre 2020 è stato condannato a 13 anni di carcere dal Tribunale di Atene, con l'accusa di aver guidato un'associazione criminale.

## Biografia
È laureato in Matematica all'Università Nazionale Capodistriana di Atene. All'età di 16 anni aderì al partito nazionalista "4 agosto" guidato da Konstantinos Plevris e nel luglio del 1974 fu arrestato una prima volta dopo aver partecipato a una manifestazione davanti all'ambasciata britannica per protestare contro l'invasione turca di Cipro.
Fu arrestato nuovamente nel dicembre del 1976 per aver aggredito dei giornalisti durante i funerali del poliziotto Evangelos Mallios (il quale era stato accusato di aver torturato dei prigionieri durante il Regime dei Colonnelli), rapito dal gruppo terroristico di ispirazione comunista Organizzazione Rivoluzionaria 17 novembre, ma fu rilasciato per questioni tecniche. Durante la prigionia, Michaloliakos incontrò il leader della giunta militare greca. Uscito dal carcere si arruolò nell'esercito greco e divenne membro delle forze speciali.
Venne arrestato ancora nel luglio 1978, mentre nel gennaio 1979 fu arrestato la quarta volta per trasporto illegale di armi da fuoco. In seguito a ciò fu allontanato dall'esercito.
Il 14 ottobre 2020, una settimana dopo il riconoscimento di Alba Dorata come organizzazione a delinquere, viene condannato a 13 anni di carcere da un tribunale di Atene in relazione all'uccisione del rapper Pavlos Fyssas, avvenuta nel 2013.

## Carriera politica

### Alba Dorata
In seguito pubblicò la rivista Chrysi Avgi (in italiano "Alba Dorata"). Le pubblicazioni della rivista cessarono nel 1984 quando Michaloliakos aderì all'Unione Politica Nazionale di Geōrgios Papadopoulos ma l'anno successivo decise di allontanarsi da questa formazione politica fondando il movimento Alba Dorata.
Eletto nel consiglio comunale di Atene, durante la prima seduta consiliare, Michaloliákos si fece riprendere facendo il saluto romano. In tale occasione egli spiegò come si trattasse semplicemente del modo di salutare in uso 60 anni prima nell'Organizzazione Giovanile di Ioannis Metaxas. Ripeté lo stesso gesto durante una conferenza stampa organizzata dal suo partito in seguito alle elezioni parlamentari del maggio 2012.
Il 28 settembre 2013 fu arrestato con l'accusa di aver creato «un'organizzazione criminale», in relazione all'omicidio del rapper antifascista Pavlos Fyssas.. Dopo quasi un anno di carcerazione senza processo il 16 ottobre 2014 fu chiesto il rinvio a giudizio mentre il 19 marzo 2015 fu scarcerato per decorrenza dei termini massimi per la carcerazione senza processo. Riguardo alla mancata celebrazione del processo Michaloliákos accusò i magistrati di non possedere in realtà alcuna prova seria che lo legasse ai reati ascrittigli.
Nel frattempo alle elezioni parlamentari del gennaio 2015 si candidò alla carica di Primo ministro ottenendo il 6,28% dei voti. Il risultato ottenuto nonostante Alba Dorata non avesse avuto accesso ai finanziamenti pubblici, consentì al partito di conquistare 17 seggi e divenire la terza forza politica del paese. Alle elezioni anticipate di settembre il partito è la terza forza politica greca con il 7% dei voti e 18 deputati..
Successivamente il partito visse un significativo calo di consensi: scendendo al 4,88% alle elezioni europee del 2019, per poi scivolare ulteriormente al 2,99%, restando fuori dal parlamento, alle elezioni politiche dello stesso anno.